# ミール・コアモジュール
ミール・コアモジュール(ロシア語: Мир)、DOS-7はソ連、後のロシアのミール宇宙ステーションの最初のモジュール。単にミールとも呼ぶが、一般的にはコアモジュールやベースブロックと呼ばれる。1986年の2月20日にバイコヌール宇宙基地200番射点からプロトンKで打ち上げられ、2001年まで地球低軌道に存在した。設計はサリュート6号やサリュート7号と多くの類似点があるが、モジュール前方のマルチドッキングノードという革命的な追加点があった。これに加え、船尾方向にもドッキングポートがあり、5台のモジュールが直接コアモジュールに接続することが可能で、これによってステーションの能力を飛躍的に伸ばすことが可能であった 。なお、最終的にクバント1 (1987)、クバント2 (1989)、クリスタル (1990)、スペクトル (1995)、プリローダ (1996)の5台が常設でドッキングしていた。

## 設備
ミール・コアモジュールは、生活、居住用のモジュールとした設計されており、サリュート6号や7号と比べると科学器具は少なく、たとえば以前のステーションで居住空間を狭めていた大型の光学カメラが取り払われ、その代わりにクルーにはより快適な居住空間が与えられた。その他の変更としては大型の太陽電池パネルや新しい電力システム、大幅な自動化などが見られ、また従来のイグラ(Igla)ドッキングシステムに代わって新しいクルス(Kurs)ドッキングシステムが採用された。
与圧壁は1mm-5mmの厚さのアルミニウム製で、ごみの排出や科学目的に使う小さなエアロックも装備し、外を見るためのいくつかのハッチ付の窓があった。内部はツートンカラーで、照明用の蛍光灯が利用されていた。コアモジュールは無人で打ち上げられ、最初の長期滞在は1986年3月13日にソユーズT-15で打ち上げられたクルー2名によるミールEO-1で行われた。52日後、このクルーはミールを離れてサリュート7号を訪問し、51日間滞在した。その後、再びミールに戻って1986年7月16日に地球に帰還するまで21日間滞在した。このような2機の別の宇宙ステーションの間を行き来した例はこれが最初で唯一の記録である。

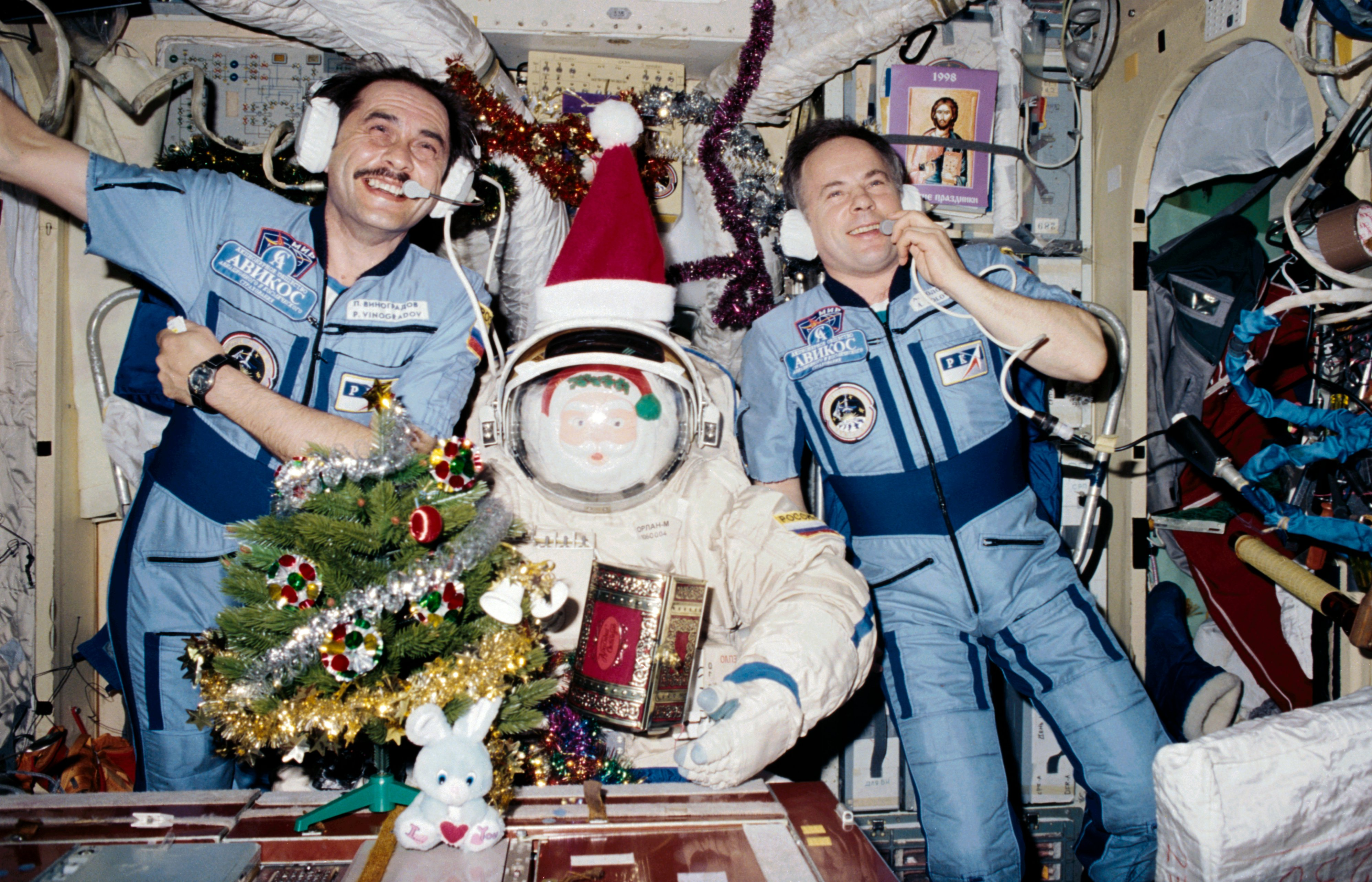
ミールでのクリスマス (DOS-7)

ミール・コアモジュール（DOS-7）は以前のサリュート6号、7号を元に設計されているが、大きく違う点も存在している。改良型のコンピュータや太陽電池アレイなどが組み込まれており、2人の宇宙飛行士用の個室も備えるなど快適性も向上している。コアモジュールは6つのドッキングポートを持ち、そのうち4つがノードと呼ばれるモジュール先端のサイコロ状の部分に設置されており、ステーションの拡張に利用でき、バーシングポートと呼ばれた。他の2台のポートは船首と船尾に設けられており、一つはノードの一番先頭に、もうひとつはモジュールの最後尾につけられており、これらはソユーズやプログレスのドッキングに利用するために設計された。コアモジュールは船尾方向に2台のエンジンを持ち、これは軌道制御用に設計された。それぞれのエンジンは300kgの推力を持っていたが、1987年にクバント1が船尾に接続された後は使用は停止された。
コアモジュールの主な役割はステーションの生活空間であった。トイレ、睡眠やプライベート用空間として使う2箇所の個室、映画や音楽といった娯楽設備、運動設備、医療機器などが設置されていた。また、TsUPとの交信のためのテレビスクリーンのある司令センターを持っていた。
1987年6月、クバント1に乗せられて輸送された3枚目の太陽電池パネルをコアモジュールに設置・展開した。これによって太陽光パネルの面積の合計は76m2から98m2に増加した。
1980年代後半ごろには、1992年頃を目処にブランをステーションに到達させ、コアモジュールを新しいものと交換することが計画されており、把持アームでDOS-7モジュールを新しいコアモジュールに交換した後、DOS-7モジュールは地球に持ち帰る予定であった。
コアモジュールは2001年の5月にミール宇宙ステーションを構成した他のモジュールとともに、地上からの制御指令で地球の大気圏に再突入した。燃え尽きなかった残骸は南太平洋に落下した。

## 仕様

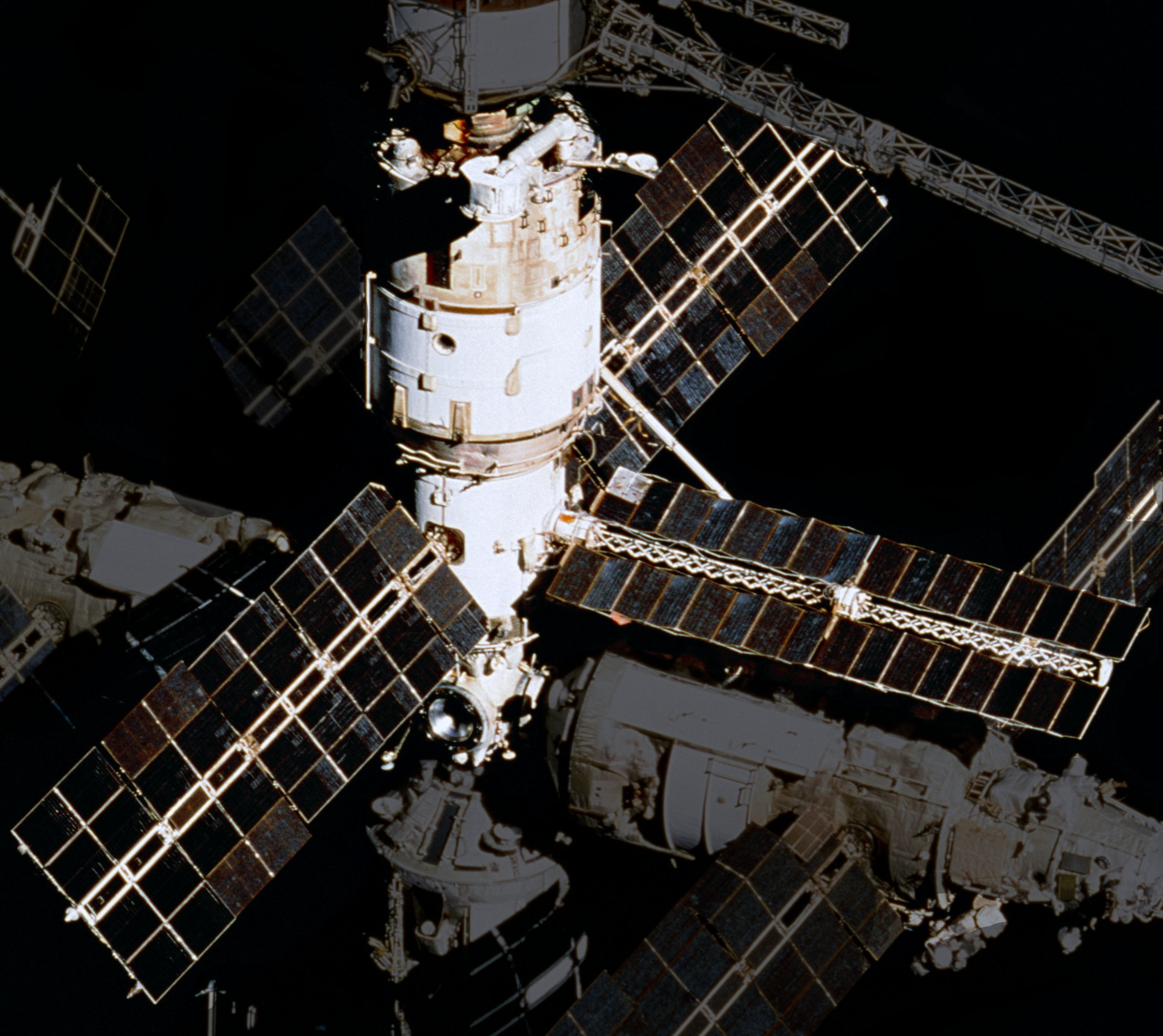
アトランティスから見たDOS-7

Mir Hardware Heritage (NASA RP1357, 1995)による。
- DOS(長期軌道ステーション)型
- 長さ: 13.13 m
- 直径: 4.15 m
- 翼長: 20.73 m (ソーラーアレイ)
- 居住空間: 90 m3
- 打ち上げ重量: 20,400 kg
- ドッキングポート数: 6
- 電力: 最大9-10キロワット、28.6ボルト 
  - 2枚の太陽電池アレイ合計で76 m2 (1987年に3枚目を追加して98m2へ増強)
  - ガリウム砒素太陽電池を使用
- メインエンジン: 液体燃料を使用するエンジン2台　推力各300kg(1987年からは使用せず)
- メインコンピューター: Argon 16B (1986年)、 Salyut 5B (1989年)

## 断面図

側面断面図

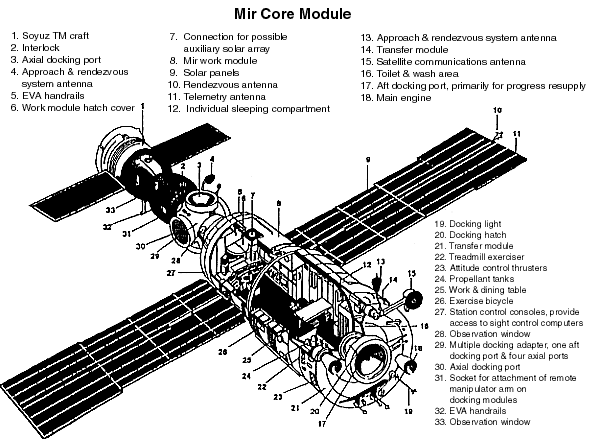
前方斜めから見た断面図、ソユーズが接続されている。

## ギャラリー
|  |  |  |

## 註
1. 1 2 3  “The Final Days of Mir”.   The Aerospace Corporation. 2009年8月3日時点のオリジナルよりアーカイブ。2007年4月16日閲覧。
2. 1 2 3 4 5 6 7 8 9 10 11 12  David Portree (1995年). “Mir Hardware Heritage” (PDF). 2009年8月3日時点のオリジナルよりアーカイブ。2012年1月15日閲覧。
3. ↑  “Mir Space Station Reentry Page”.   Space Online. 2007年6月14日時点のオリジナルよりアーカイブ。2007年4月16日閲覧。